# Филотеја Атинска
Филотеја Атинска је православна светитељка у лику преподобних из 16. века.
Биографија
Рођена је 1522. године у Атини. Родитељи су је удали у раној младости. Након смрти мужа саградила је женски манастир, а потом се замонашила. Врло брзо манастир је напредовао и испунио се монаштвом. Подизала је болнице и школе за хришћанску децу. У манастир је сакривала девојке хришћанке које су бежале од турског зулума. Када су је открили Турци су је ухапсили и бацали у тамницу. Тамо је мучена до смрти 1589. године.
Њене мошти се чувају у олтару митрополијског саборног храма у Атини.
Православна црква помиње преподобну Филотеју 19. фебруара.